# Степановка (Пензенская область)
Степановка — село в Бессоновском районе Пензенской области России. Административный центр Степановского сельсовета.

## География
Село находится в центральной части Пензенской области, в пределах западных склонов Приволжской возвышенности, в лесостепной зоне, на берегах ручья Ермиски (приток реки Отвели), на расстоянии примерно 23 километров (по прямой) к востоку-юго-востоку (ESE) от села Бессоновки, административного центра района. Абсолютная высота — 195 метров над уровнем моря.
Климат
Климат характеризуется как умеренно континентальный, с жарким летом и холодной продолжительной зимой. Средняя температура воздуха самого холодного месяца (января) составляет −12 °C; самого тёплого месяца (июля) — 20 °C. Годовое количество атмосферных осадков составляет около 500 мм. Снежный покров держится в среднем в течение 148 дней в году.

## История
Основано в конце XVII века на землях пензенских служилых людей Осипа и Савелия Степановых. Через Степановку проходил старинный Пензенско-Симбирский тракт. В 1748 году населённый пункт упоминается как село Ивановское, Степановка тож, Засурского стана Пензенского уезда капрала Василия Мертваго (24 ревизских души), Марии Саввичны Степановой (5 душ), Олимпиады Ивановны Богдановой (13 душ), майора Михаила Тимофеевича Горина (25 душ), сенатского курьера Евдокима Артемовича Степанова (43 души), Матвея Дмитриевича Никифорова (12 душ), Федоры Ивановны Щукиной (11 душ), Екатерины Ивановны Костяевской (6 душ). С 1780 года в составе Городищенского уезда. В 1782 году имелось: 77 дворов, деревянный храм во имя Архангела Михаила и деревянный господский дом.
По состоянию на 1910 год Степановка входила в состав Ишимской волости Городищенского уезда. Числилось две крестьянских общины, 139 дворов, церковь, церковно-приходская школа, две мельницы с нефтяным двигателем, три ветряные мельницы, кузница и пять лавок.
В начале 30-х годов XX века. в селе организована машинно-тракторная станция. В 1933 году на её основе был создан совхоз «Степановский». В 1955 году в Степановке находились центральные усадьбы колхозов «Заветы Ильича» и «Красный луч».

## Население
| 1748  | 1782  | 1864  | 1897  | 1912  | 1926  | 1930  |
| ----- | ----- | ----- | ----- | ----- | ----- | ----- |
| 278   | ↗400  | ↗489  | ↗604  | ↗757  | ↗1006 | ↗1196 |
| 1959  | 1979  | 1989  | 1996  | 2002  | 2010  |       |
| ↘1012 | ↗1989 | ↘1292 | ↘1202 | ↘1090 | ↗1091 |       |

Половой состав
По данным Всероссийской переписи населения 2010 года в гендерной структуре населения мужчины составляли 48 %, женщины — соответственно 52 %.
Национальный состав
Согласно результатам переписи 2002 года, в национальной структуре населения русские составляли 86 % из 1090 чел.

## Инфраструктура
Действуют средняя школа, детский сад, врачебная амбулатория, поликлиника, информационно-культурный центр, библиотека, отделение связи, четыре магазина, участковый пункт полиции и отделение банка.

## Достопримечательности
- Усадебный дом Бицкого[2]
- Памятник односельчанам, погибшим в годы Великой Отечественной войны[5]

## Улицы
Уличная сеть села состоит из восьми улиц.